# Небесные странники (телесериал)
«Небесные странники» (англ. Sky Trackers) – детский приключенческий сериал производства Австралии, вышедший в 1994 году, лауреат нескольких премий Австралийской академии кинематографа и телевидения в области детского телевидения.

## Сюжет
Действие происходит в небольшом австралийском городке Капутар, расположенном рядом с радиообсерваторией. Главные герои, Майк Мастерс, Никки и Мэгги Колбер, сталкиваются с обычными подростковыми проблемами, но в очень необычных обстоятельствах. Никки тринадцать, как и её мать, она вся с головой в науке, её мечта – стать первым человеком на Марсе. Сестре Никки, Мэгги, только девять и она ищет свою мечту. Майку четырнадцать, он на дух не переносит науку, увлечён музыкой и верховой ездой. В каждой серии рассказывается отдельная история о приключениях главных героев, от выслеживания метеоритов, до обнаружения следов древней цивилизации аборигенов; все серии связывает воедино общая драматическая линия.

## В ролях
- Петра Джаред – Никки Колбер
- Збых Трофимюк – Майк Мастерс
- Эмили-Джейн Ромиг – Мэгги Колбер
- Анна-Мария Монтичелли – Мари Колбер
- Стив Джейкобс – Тони Мастерс
- Марко Чиаппи – Кристиан
- Розалинд Хэммонд – Элфи
- Пол Сонкила – Фрэнк Джилс

## Эпизоды
1. Skating the Dish / Катание на тарелке
2. Meteor Rights / Метеорит
3. The Beast / Монстр
4. Tell Someone Who Cares / Тот, кому не всё равно
5. The Big Skip / Большой скачок
6. Goddess of the Dawn / Богиня утренней зари
7. Dead Ducks / Мёртвые утки
8. Is There Life on Earth? / Есть ли жизнь на Земле?
9. Letting Go / Прощание
10. To Tell or Not to Tell / Сказать или не сказать
11. Kiss the Sky / Поцелуй неба
12. Can't Buy Me Love / Любовь нельзя купить
13. Rocket to Me / Ракета
14. Aliens / Пришельцы
15. Trees a Crowd / Где дерево, там и чаща
16. Ice Balls / Глыба льда
17. Long Distance Call / Звонок из космоса
18. Star Time / Звёздное время
19. Secrets / Тайны
20. The Wish Star / Звезда желания
21. Origins / Происхождение
22. Penguin Point / Мыс Пингвинов
23. The Black Prince / Чёрный принц
24. Wow / Вау
25. Precious Days on the Planet / Прекрасные дни на этой планете
26. Do or Die / Сделай или умри